# Jordbävningen i Luquan 1985
Jordbävningen i Luquan 1985 inträffade den 18 april 1985 klockan 13:52 lokal tid (05:52 UTC). Epicentrum var vid Luquan härad, Yunnan, Kina. Forskning visade att källan Zeyiförkastningen (则邑断层). 22 personer dödades och över 300 skadades.

### Fotnoter
1. ↑  ”国家地震科学数据共享中心”. Csi.ac.cn. Arkiverad från originalet den 4 oktober 2011. https://web.archive.org/web/20111004102624/http://www.csi.ac.cn/manage/html/4028861611c5c2ba0111c5c558b00001/zhenli/liuying/zhenli/html/zhenli056.htm. Läst 12 augusti 2010.
2. ↑  ”Significant Earthquakes of the World”. United States Geological Survey. 5 januari 2010. Arkiverad från originalet den 14 oktober 2012. https://web.archive.org/web/20121014051717/http://earthquake.usgs.gov/earthquakes/eqarchives/significant/sig_1985.php. Läst 12 augusti 2010.